# Dalsa Origin
 (février 2024).
Si vous disposez d'ouvrages ou d'articles de référence ou si vous connaissez des sites web de qualité traitant du thème abordé ici, merci de compléter l'article en donnant les références utiles à sa vérifiabilité et en les liant à la section « Notes et références ».
La Dalsa Origin est une caméra numérique de cinéma (Digital Cinema) de la marque canadienne Dalsa (en), offrant une sortie en résolution « 4K », c'est-à-dire 4 096 pixels par ligne horizontale. Elle a été mise sur le marché en 2006.
L'acquisition se fait grâce à un capteur CCD à 8,2 millions de pixels. Elle possède une visée reflex et peut utiliser des objectifs 35 mm standards. La sensibilité est calibrée à 250 ASA.